# Holger Hammerich
Holger Aagaard Hammerich (født 20. november 1845 på Christianshavn, død 4. oktober 1915) var en dansk ingeniør, etatsråd, borgerrepræsentant og folketingsmedlem for Højre 1890-1915. Han var far til Gunnar og Magdalene Hammerich.

## Uddannelse og virke som ingeniør
Holger Hammerich var søn af professor Martin Hammerich. Efter at være blevet student 1863 og at have studeret ved Polyteknisk Læreanstalt 1868-71 tog han til Nordamerika, hvor han praktiserede i tre år, var 1876-81 deltager i maskinbyggerfirmaet Tuxen & Hammerich i Nakskov og virkede derefter ivrigt for at oplyse landmændene på Lolland om sukkerroedyrkningens betydning, således at det blev muligt at danne selskabet De danske Sukkerfabrikker, ved hvis byggeforetagender han medvirkede i nogle år.

## Politisk virke
I 1885 henlededes den offentlige opmærksomhed stærkt på et af Hammerich fremsat forslag til forandringer af banegårdsforholdene i København, hvori helt nye og fortrinlige ideer til denne sags ordning fremkom. Grundtankerne i Hammerichs plan gik med forskellige modifikationer igen i de siden den tid dertil udarbejdede projekter, af hvilke han mere detailleret har udarbejdet den plan, der skyldes den i 1886 om banegårdsforholdene nedsatte kgl. kommission. Den senere udførte Boulevardbane var Hammerichs idé.
I 1887 blev Hammerich valgt til borgerrepræsentant i København, i 1890 til folketingsmand for Nakskovkredsen, hvilke stillinger han beklædte indtil 1915, og hvorved han har taget virksom del i forhandlinger særlig af teknisk art.
Politikeren Holger Hammerich var medvirkende til loven om oprettelsen af Københavns Frihavn i 1891 og dens arkitektoniske udformning, hvor Langeliniekajen med Østmolen blev anlagt som beskyttelse af Frihavnens bassiner. Det interessante var, at Langeliniepromenaden blev bevaret og placeret oven på pakhuset og molen i det toldfrie frihavnsområde, som der ikke var offentlig adgang til. Dermed kunne rekreation og handel eksisterede side om side, men adskilt af Frihavnsgitteret.
Desuden var Hammerich sammen med havnebygmester H.C.V. Møller medansvarlig for udformningen af Langelinieanlægget med park (af H.A. Flindt), broer og lystbådehavn. Dette anlæg er dog i dag noget amputeret som følge af Kastellets rekonstruktion.
Hammerich ægtede 1876 Pouline Christine Elisabeth Mølmark (født 1854), datter af læge Fr. Mølmark i Svendborg. De fik følgende børn: Holger (1881-1971), cand.polit. og fuldmægtig i direktoratet for ulykkesforsikring; Martin (1883-1940), cand.jur. og direktør for sønderjysk hypoteklånefond; Magdalene (1885-1967), portrætmaler; Svend (1890-1965), kaptajn i hæren; Augusta Marie (1893-1977), billedhugger og Kaja (1897-1978) gift med overtrafikkontrollør Herluf Brix. 
Holger Hammerich blev Ridder af Dannebrog 8. april 1891, den 18. maj 1904 blev han tillige Dannebrogsmand og den 30. december 1911 Kommandør af Dannebrog. Ved denne lejlighed begyndte han at skrive sin levnedsberetning, som hovedsagelig var færdig ved hans død.
Et monument er rejst for Hammerich på Langelinie. Det er tegnet af Heinrich Wenck og udført af Anders Bundgaard og afsløret den 9. november 1918, rejst af venner af ingeniøren.
På monumentet står der:
"INGENIØREN
HOLGER HAMMERICH
FREMSATTE 1895
PLANEN TIL LANGELINIEANLÆGGET
I TILSLUTNING TIL
FRIHAVNEN" og
"REJST AF VENNER 1918"
Egentlig var det i 1894, at Langelinieanlægget stod færdigt.
Ikke kun placeringen af monumentet giver god mening; det gør valget af de to kunstnere også, idet Holger Hammerichs fremsynede frihavnsprojekt på den ene side skabte pladsen, der prydes af Bundgaards Gefionspringvand (1908), og Hammerichs vedholdende arbejde for en praktisk og fremtidssikret løsning af Københavns banegårdsforhold gav Wenck hans største opgave som arkitekt, nemlig opførelsen af Københavns Hovedbanegård (1904-11). 
I København er Hammerichsgade langs Boulevardbanen opkaldt efter ham.